# Джордж Томас Мур
Джордж Томас Мур (англ. George Thomas Moore, 1871–1956) — американський ботанік, який спеціалізувався на фікології, вивченні водоростей. Мур був директором Міссурійського ботанічного саду в Сент-Луїсі, штат Міссурі, з 1912 по 1953 рік.

## Біографія
Мур народився 23 лютого 1871 року в Індіанаполісі, штат Індіана. Він здобув ступінь бакалавра наук у 1894 році у Вабаш-коледжі у своєму рідному штаті та ступінь бакалавра мистецтв у 1895 році у Гарвардському університеті, продовживши навчання в останньому, щоб здобути ступінь магістра мистецтв у 1896 році і, нарешті, у 1900 році, доктора філософії. Мур перейшов до Міссурійського ботанічного саду після двох років роботи на посаді керівника кафедри ботаніки в Дартмутському коледжі, а також деякий час керівника лабораторії фітопатології в Міністерстві сільського господарства США. Він також був керівником Морської біологічної лабораторії у Вудс-Хоул, штат Массачусетс. Його було обрано до Американського філософського товариства у 1905 році.